# Tommelise (film fra 1994)
 For alternative betydninger, se Tommelise. (Se også artikler, som begynder med Tommelise)
Tommelise (originaltitetl: Thumbelina) er en amerikansk animationsfilm fra 1994.
Den er baseret på H.C. Andersens eventyr af samme navn. Ligesom mange andre af hans eventyr handler historien om at være anderledes og gå meget ubehageligt igennem, før hovedpersonen til sidst finder sin rette plads. Historien er tilsat en række sange ligesom de velkendte Disney-film.

## Plot
En ensom og barnløs kvinde har et brændende ønske: hun vil så gerne have et lille barn. For at få sit ønske opfyldt opsøger hun en heks, der giver hende et korn. Hun skal plante kornet og vil få sin drøm opfyldt. Til sin overraskelse spirer en lille pige op, og hun får navnet "Tommelise", da hun ikke er større end kvindens tommelfinger. Tommelise får det godt hos kvinden og dyrene på gården. Men hun er dog ked af, at der ikke findes andre på hendes egen størrelse og føler sig anderledes. Hun ønsker sig at være stor ligesom et almindeligt menneske. En aften fortæller hendes mor et eventyr om feer, der er på Tommelises størrelse. Samme nat ved senge tid synger Tommelise en sang om sin drøm om at møde feer, der er som hende. Imens kommer en ung mand forbi og hører hende synge. Han viser sig at være feernes prins, Cornelius, og tager Tommelise med ud på en flyvetur. De forelsker sig i hinanden og aftaler at mødes næste dag. Men uheldigvis kidnapper en frø Tommelise om natten.
Næste dag vågner hun uvidende om, hvor hun er havnet. Fru. Frø er en berømt sangerinde og har tre sønner. Tommelise vil helst hjem, men moderen arrangerer, at hun skal giftes med én af sine sønner. Tommelise er trist men møder en svale, der gerne vil hjælpe hende hjem. Imens prøver prins Cornelius at finde Tommelise uden held, og snart bliver det vinter og umuligt at finde hende. Tommelise bliver imod sin vilje ved med at møde dyr, der ikke respekterer hende, som hun er. Den næste er en bille, der vil gøre hende til en berømt sangstjerne. Men de andre biller kan ikke fordrage hende pga. hendes menneskelige udseende og sender hende væk. I mellemtiden ser vi, at Tommelises mor også er knust over at have mistet sin lille pige. Igen forladt og trist søger den stakkels Tommelise ly for vinteren. Hun havner tilfældigt hos en markmus, der gerne vil give hende husly for den kolde vinter. Men hendes nabo er en blind og gammel muldvarpe, som Tommelise modvilligt skal gifte sig med. Tommelise nægter, for hun elsker Cornelius. Men markmusen insisterer og et pligtægteskab sættes i stand, da muldvarpen er rig og kan forsørge Tommelise. Men ved brylluppet siger Tommelise nej i sidste øjeblik ved alteret, da hun stadig elsker Cornelius.
Herefter begynder en kamp mellem hende og filmens fjender, men Tommelise vinder i sidste ende. Dog er alting frosset til is i løbet af vinteren, og alt håb ser ud til at være borte. Men da hun tvivler til det sidste, dukker Cornelius op til hendens stor overraskelse. Han frier til hende, og hun siger ja og får samtidig vinger ligesom alferne. Filmen ender med et lykkeligt bryllup mellem Tommelise og Cornelius med bl.a. Tommelises mor og Cornelius´ forældre som gæster. De to elskende flyver væk på Cornelius´ brumlebi lever lykkeligt til deres dages ende.

## Stemmer
| Figur                    | USA               | Danmark                                    |
| Tommelise                | Jodi Benson       | Susanne Elmark                             |
| Cornelius                | Gary Imhoff       | Kristian Boland                            |
| Tommelises mor           | Barbara Cook      | Kirsten Cenius (Dialog) Bente Zaber (Sang) |
| Billen                   | Gilbert Gottfried | Preben Kristensen                          |
| Jacquimo                 | Gino Conforti     | Henning Moritzen                           |
| Hr. Muldvarp             | John Hurt         | Kjeld Nørgaard                             |
| Fru Tudse                | Charo             | Kit Eichler                                |
| Fru Markmus              | Carol Channing    | Sonja Oppenhagen                           |
| Grande                   | Joe Lynch         | Esper Hagen                                |
| Albert (Cornelius' far)  | Kenneth Mars      | Torben Sekov                               |
| Camilla (Cornelius' mor) | June Foray        | Bente Eskesen                              |